# Alphonse Leweck
Alphonse 'Fons' Leweck (Luxemburg, 16 december 1981) is een Luxemburgse voetballer die bij voorkeur als middenvelder speelt. Hij tekende in juli 2014 bij FC 72 Erpeldingen, nadat hij in de voorgaande zes maanden geen club had. Leweck debuteerde in 2002 in het Luxemburgs voetbalelftal.
Lewecks broer Charles Leweck is ook voetballer. Ze speelden samen bij Etzella Ettelbruck. Leweck kreeg een kans om naar Borussia Mönchengladbach te vertrekken, maar door een operatie aan een hartklep ging die transfer niet door.

## Interlandcarrière
Leweck wist op 10 september 2008 een doelpunt te maken voor Luxemburg in een uitwedstrijd tegen Zwitserland in de 86ste minuut. Het werd 1-2 voor de Luxemburgers. Het eerste doelpunt in dat duel kwam op naam van Jeff Strasser. Leweck scoorde ook tegen Wit-Rusland in de 95ste minuut, 0-1. Hij maakte zijn debuut voor de nationale ploeg op 13 februari 2002 in de vriendschappelijke interland tegen Albanië. Hij werd in dat duel na 68 minuten vervangen door Patrick Posing.